# إد فورمان
إد فورمان هو سياسي أمريكي، ولد في 22 ديسمبر 1933 في بورتاليس في الولايات المتحدة. نشط حزبياً في الحزب الجمهوري. وقد انتخب عضو مجلس النواب الأمريكي ‏.